# Geralyn Lucas
Geralyn B. Lucas (* 1963) ist eine US-amerikanische Journalistin und Autorin. Lucas erkrankte im Alter von 27 Jahren an Brustkrebs. Ihr Erfahrungsbericht Why I Wore Lipstick to My Mastectomy wurde in mehrere Sprachen übersetzt und verfilmt.

## Leben
Geralyn Lucas studierte Journalistik und arbeitete als Journalistin und Fernsehproduzentin bei der American Broadcasting Company in New York. Ihre Brustkrebserkrankung und die darauf folgende Mastektomie beschrieb Lucas in ihrem Buch Why I Wore Lipstick to My Mastectomy (dt. Warum ich Lippenstift zu meiner Mastektomie trug). Das Buch wurde mittlerweile in mehrere Sprachen übersetzt und im Jahr 2006 mit Sarah Chalke in der Hauptrolle verfilmt. Die Verfilmung war bei der Emmy-Verleihung 2007 als bester Fernsehfilm nominiert.
Geralyn Lucas ist verheiratet und Mutter zweier Kinder.

## Veröffentlichungen
- Why I Wore Lipstick to My Mastectomy (dt.: Und trotzdem mal ich mir ein Lächeln ins Gesicht, Ehrenwirth-Verlag, 2005; ISBN 3-431-03640-6)